# Юровка (Полтавская область)
Юровка (укр. Юрівка) — село,
Высоковакуловский сельский совет,
Козельщинский район,
Полтавская область,
Украина.
Код КОАТУУ — 5322081204. Население по переписи 2001 года составляло 5 человек.

## Географическое положение
Село Юровка находится на расстоянии в 1 км от села Высокая Вакуловка.